# 침통

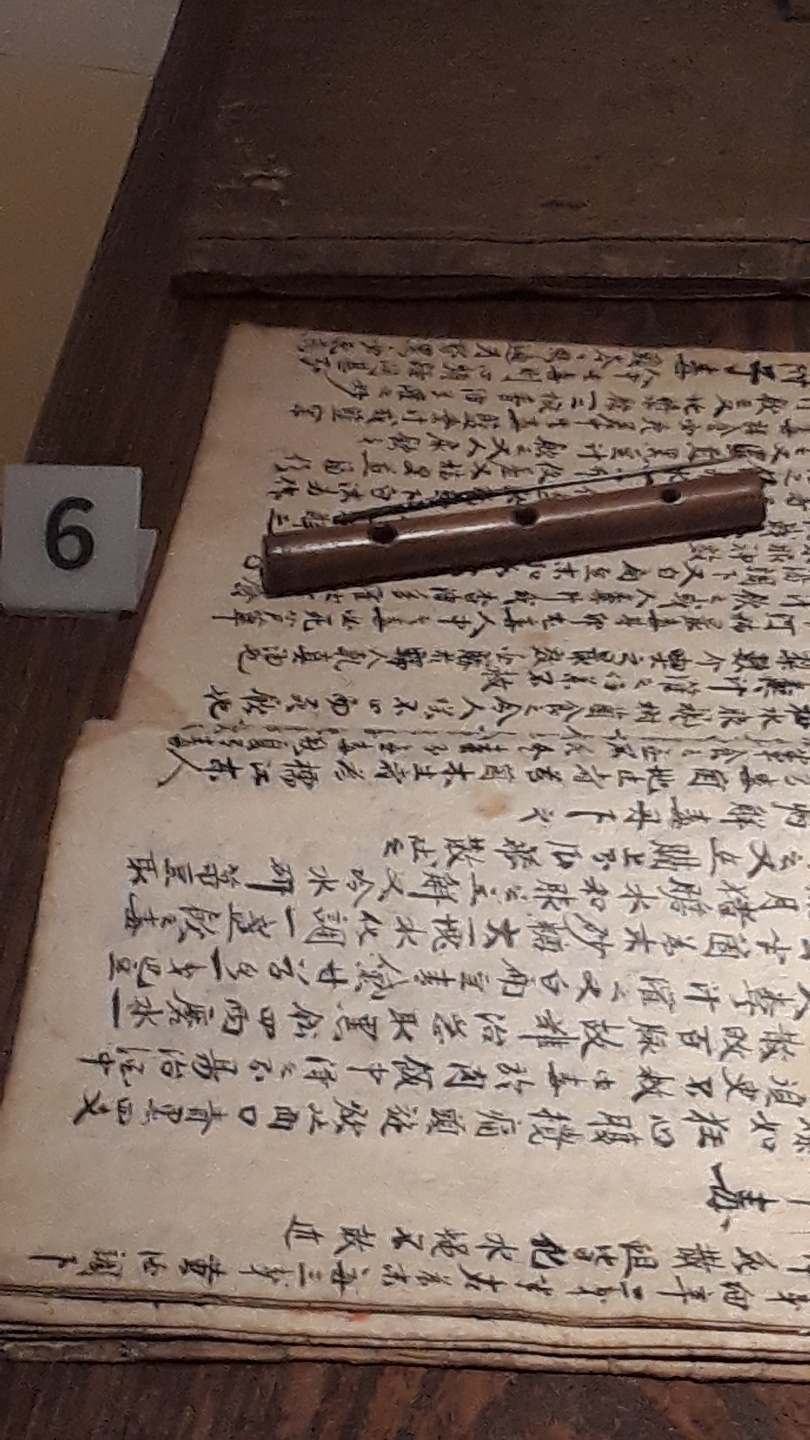
침통의 모습

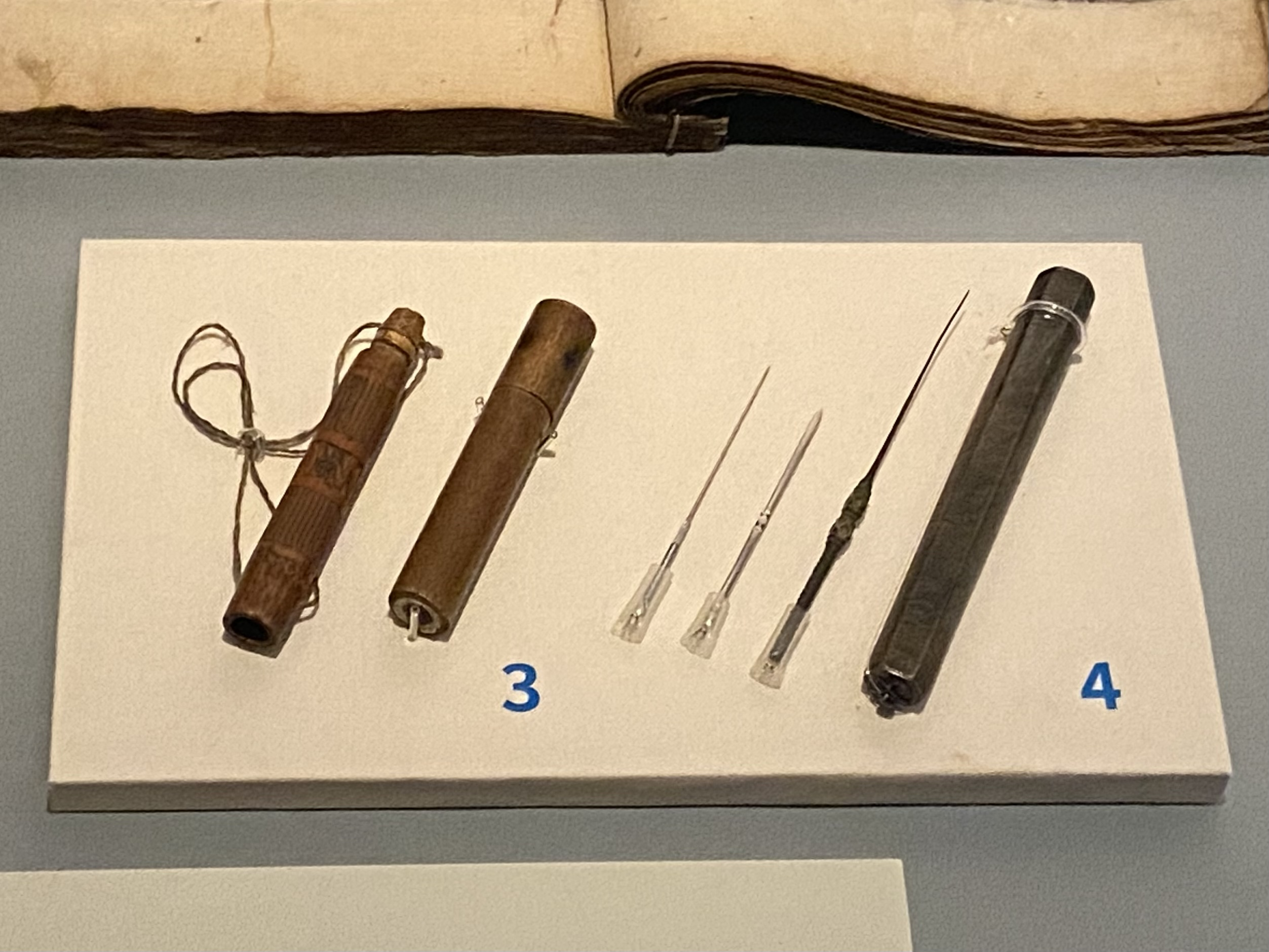
국립민속박물관에 전시되어있는 침통(3번)과 은침통(4번)

침통(鍼筒)은 침을 넣어두는 작은 통이다.

## 개요
침통은 일정한 모양과 크기가 없이 그 사용인의 취향과 휴대에 편리한 크기나 형태로 만들어서 사용해왔다. 삼국시대나 고려시대의 금·은·청동제 침통이 일부 전하여지고 있다. 주로 원통형·육각형·직사각형·팔각형 등이 가장 많은데, 대개 길이 10㎝내외, 직경 3㎝ 내외의 원통형으로 만들고 표면에는 섬세한 솜씨로 각종 문양을 조각하거나 상아를 붙여 장식하기도 하였다. 침통의 내부는 종류에 따라 침을 구분하여 넣도록 작은 홈이나 칸막이를 해 놓았으며 침과 함께 붓을 같이 넣기도 하였다. 또한 습기가 차서 침이 녹 쓰는 것을 방지하기 위해 몸통에 공기 구멍을 뚫어 놓았는데, 의미와 모양을 고려하여 삼태성(三台星)과 북두칠성을 조각했다.

## 갤러리

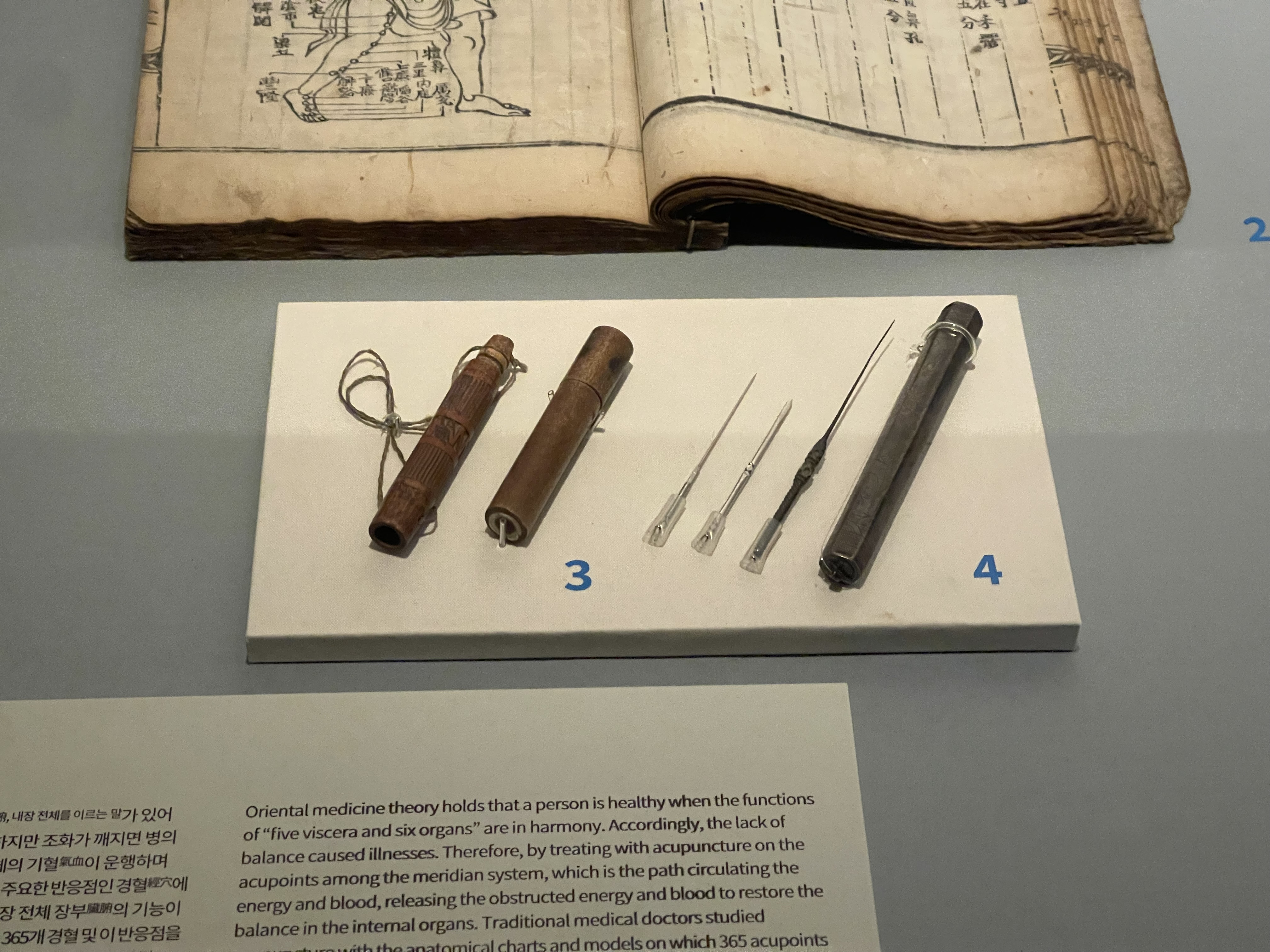

## 참고 문헌
1. ↑  “침통(鍼筒) - 한국민족문화대백과사전”. 2023년 2월 2일에 확인함.
2. ↑  서울역사박물관. “침통”. 2023년 2월 2일에 확인함.